# Polyommatus alboocellata
Polyommatus alboocellata är en fjärilsart som beskrevs av Gillmer 1904. Polyommatus alboocellata ingår i släktet Polyommatus och familjen juvelvingar. Inga underarter finns listade i Catalogue of Life.